# Jaime Gama
Jaime Gama (Ponta Delgada, 8 giugno 1947) è un politico portoghese.

## Biografia
Nato a Ponta Delgada, São Miguel, Azzorre nel 1947, Gama è figlio di Jaime da Rosa Ferreira da Gama e di Lucília Vaz do Rego de Matos.
Membro dell'Azione Socialista Portoghese, fu arrestato dal PIDE nel 1965, dopo essersi recato a Roma per partecipare a una riunione dell'Internazionale Socialista. Nel 1969 fu candidato al parlamento, per la Commissione Elettorale di Unità Democratica, un'opposizione democratica non comunista, partecipata anche da monarchici antisalazaristi e cattolici progressisti.
Nel governo portoghese è stato Ministro degli Interni nel 1978, Ministro degli Esteri dal 1983 al 1985 e dal 1995 al 2002 e Ministro della Difesa nel 1999. Dal 2005 al 2011 è stato Presidente dell'Assemblea della Repubblica.
Tra il 2014 e il 2022, Gama è stato Presidente del Consiglio di Amministrazione di Novo Banco dos Açores.